# Slottsträsk
Slottsträsk är en sjö i Gotlands kommun i Gotland och ingår i Snoderåns huvudavrinningsområde. Sjön är 5,3 meter djup, har en yta på 0,101 kvadratkilometer och befinner sig 44,6 meter över havet. Vid provfiske har abborre, gers, mört och sutare fångats i sjön.
Sjön uppkom i slutet av 1800-talet i samband med att Lojsta träsk sänktes och delades upp i tre olika sjöar. Tidigare kallades sjön Lillträsk.

## Delavrinningsområde
Slottsträsk ingår i det delavrinningsområde (634987-165364) som SMHI kallar för Nedlagd mätstation. Medelhöjden är 37 meter över havet och ytan är 66,78 kvadratkilometer. Det finns inga delavrinningsområden uppströms utan avrinningsområdet är högsta punkten. Delavrinningsområdets utflöde Snoderån (Storkanalen) mynnar i havet. Delavrinningsområdet består mestadels av skog (38 %), öppen mark (11 %) och jordbruk (48 %). Avrinningsområdet har 0,19 kvadratkilometer vattenytor vilket ger avrinningsområdet en sjöprocent på 0,3 %. Bebyggelsen i området täcker en yta av 0,87 kvadratkilometer eller 1 % av avrinningsområdet.